# Вільярреал C
«Вільярреал C» (ісп. Villarreal Club de Fútbol C) — іспанський футбольний клуб з міста Вільярреал провінції Кастальо у складі автономної спільноти Валенсія, третя команда клубу «Вільярреал». Клуб заснований у 2002 році, гостей приймає на стадіоні «Сьюдад Депортіва». 

## Історія
Клуб був заснований 2002 року і до 2007 року грав у регіональних змаганнях, після чого вийшов у Терсеру, четвертий за рівнем дливізіон Іспанії, де і виступає донині.